# Mistrzostwa Polski w Boksie 1927
4. Mistrzostwa Polski w boksie mężczyzn odbyły się w dniach 2 i 3 kwietnia 1927 roku w Katowicach.

## Medaliści
| Kategoria:                    | Złoto:                                   | Srebro:                                    | Brąz:                                                         |
| waga musza (do 50,8 kg)       | Wiktor Moczko (Sokół Katowice)           | Stefan Matuszewski (Warta Poznań)          | Stanisław Wajerowicz (Krusche-Ender Pabianice)                |
| waga kogucia (do 53,5 kg)     | Teodor Pyka (Boxing Klub Królewska Huta) | Karol Marczak (Krusche-Ender Pabianice)    | Marian Szulc (Unia Poznań) Adam Wagner (Czarni Lwów)          |
| waga piórkowa (do 57,2 kg)    | Feliks Iwański (Unia Poznań)             | Józef Krautwurst (09 Mysłowice)            | Janusz Działowski (Varsovia) Karol Pietraszek (Union Łódź)    |
| waga lekka (do 61,2 kg)       | Zygfryd Wende (09 Mysłowice)             | Witold Majchrzycki (Warta Poznań)          | Zachariasz Gawili (Union Łódź) Zygmunt Leszczuk (Czarni Lwów) |
| waga półśrednia (do 66,7 kg)  | Jan Arski (Warta Poznań)                 | Artur Seidel (Union Łódź)                  | Władysław Dubniak (Czarni Lwów) Artur Hermeth (09 Mysłowice)  |
| waga średnia (do 72,6 kg)     | Aleksander Czarnecki (Union Łódź)        | Ernest Jokiel (Boxing Klub Królewska Huta) | Marcel Czarnecki (Warta Poznań) Henryk Meyer (Cracovia)       |
| waga półciężka (do 79,4 kg)   | Jan Gerbich (Krusche-Ender Pabianice)    | Kazimierz Włodarczyk (Unia Poznań)         | Stanisław Cendrowski (Varsovia) Alfred Kupka (BKS Katowice)   |
| waga ciężka (powyżej 79,4 kg) | Erwin Stibbe (Cracovia)                  | Jerzy Wocka (09 Mysłowice)                 |                                                               |